# Guillermo José Garlatti
Guillermo José Garlatti (Forgaria nel Friuli, 12 luglio 1940) è un arcivescovo cattolico argentino, dal 12 luglio 2017 arcivescovo emerito di Bahía Blanca.

## Biografia
Nato a Forgaria nel Friuli, arcidiocesi di Udine, il 12 luglio 1940, si è stabilito fin dall'infanzia in Argentina con i genitori.

### Formazione e ministero sacerdotale
Entrato in seminario a La Plata, ha conseguito la licenza in teologia presso la Pontificia università cattolica argentina a Roma e, dopo gli studi in Sacra Scrittura a Gerusalemme, si è diplomato in esegesi biblica presso il Pontificio Istituto Biblico di Roma.
È stato ordinato sacerdote il 5 luglio 1964. Ha sempre svolto la sua attività nei seminari fino a divenire nel 1987 rettore del seminario maggiore di La Plata.

### Ministero episcopale
Il 27 agosto 1994 papa Giovanni Paolo II lo ha nominato vescovo titolare di Acque Regie e vescovo ausiliare di La Plata; è stato consacrato il 30 novembre successivo dall'arcivescovo di La Plata Carlos Walter Galán Barry, co-consacranti José María Arancedo, vescovo di Mar del Plata, e Juan Carlos Maccarone, vescovo ausiliare di Loma de Zamora.
Il 20 febbraio 1997 lo stesso Papa lo ha nominato vescovo di San Rafael; ha preso possesso canonico della diocesi il successivo 8 maggio.
L'11 marzo 2003 sempre papa Giovanni Paolo II lo ha promosso arcivescovo metropolita di Bahía Blanca; ha preso possesso dell'arcidiocesi il successivo 10 maggio.
Il 12 luglio 2017 papa Francesco ha accolto la sua rinuncia al governo pastorale dell'arcidiocesi per raggiunti limiti di età.

## Genealogia episcopale e successione apostolica
La genealogia episcopale è:
- Cardinale Scipione Rebiba
- Cardinale Giulio Antonio Santori
- Cardinale Girolamo Bernerio, O.P.
- Arcivescovo Galeazzo Sanvitale
- Cardinale Ludovico Ludovisi
- Cardinale Luigi Caetani
- Cardinale Ulderico Carpegna
- Cardinale Paluzzo Paluzzi Altieri degli Albertoni
- Papa Benedetto XIII
- Papa Benedetto XIV
- Papa Clemente XIII
- Cardinale Bernardino Giraud
- Cardinale Alessandro Mattei
- Cardinale Pietro Francesco Galleffi
- Cardinale Giacomo Filippo Fransoni
- Cardinale Carlo Sacconi
- Cardinale Edward Henry Howard
- Cardinale Mariano Rampolla del Tindaro
- Cardinale Antonio Vico
- Arcivescovo Filippo Cortesi
- Arcivescovo Zenobio Lorenzo Guilland
- Arcivescovo Antonio José Plaza
- Cardinale Raúl Francisco Primatesta
- Arcivescovo Carlos Walter Galán Barry
- Arcivescovo Guillermo José Garlatti

La successione apostolica è:
- Vescovo Pedro María Laxague (2006)
- Arcivescovo Carlos Azpiroz Costa, O.P. (2015)